# Marquage de l'action de l'État en mer

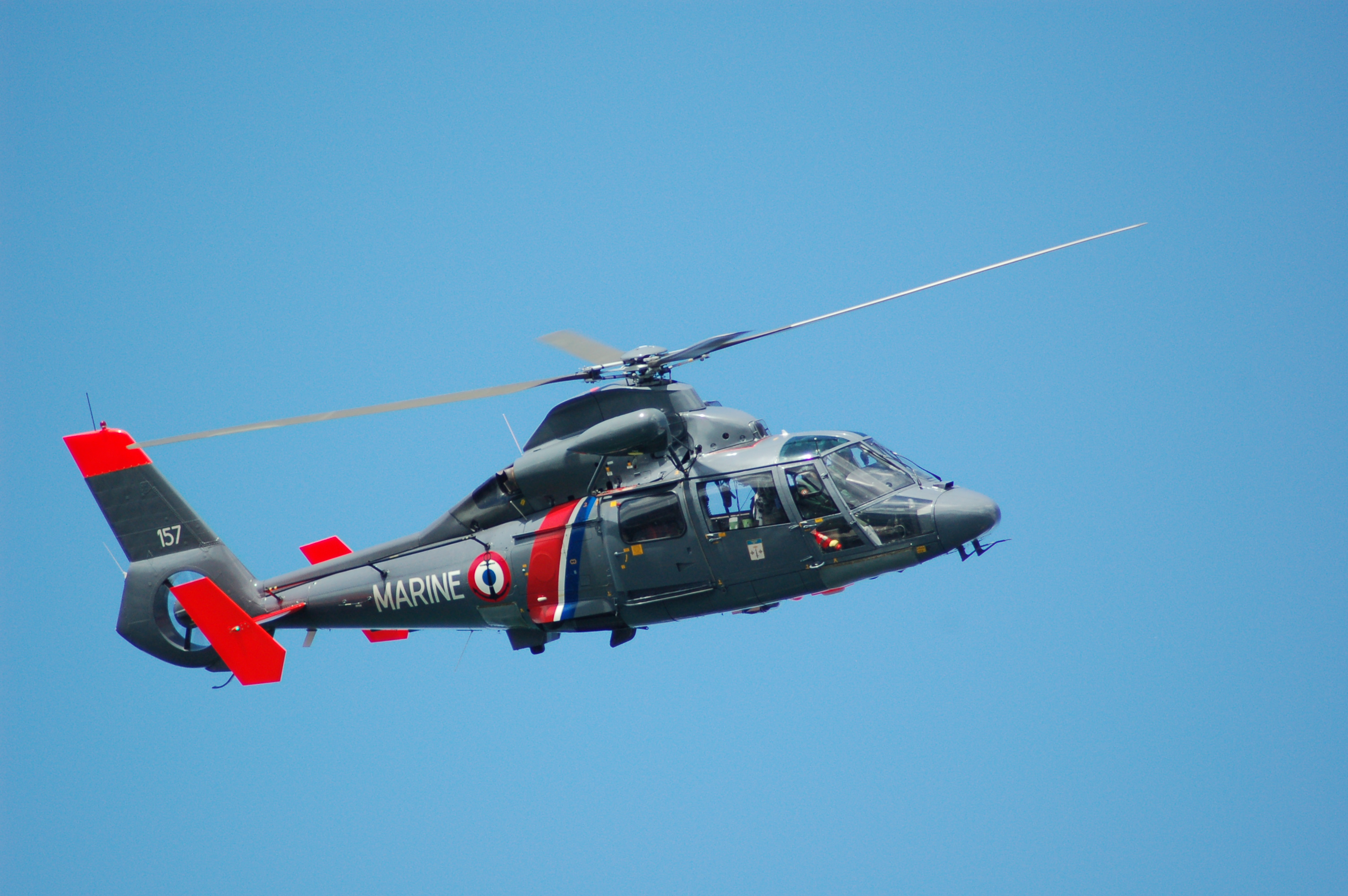
Ce Dauphin de la Marine Nationale montre bien ses marquages de l'action de l'État à la mer.

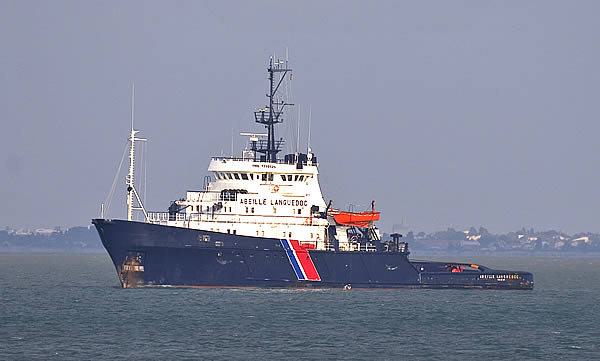
Sur ce cliché les marquages AEM apparaissent parfaitement sur la coque de lAbeille Languedoc.

Le Marquage de l'action de l'État en mer ou marquage AEM est un ensemble de marques visuelles portées par les bâtiments et aéronefs de la Marine nationale chargés de missions de service public. Il en va de même des bâtiments affrétés, ainsi que de ceux des Affaires maritimes, des douanes, et de la gendarmerie. Ces marquages permettent une meilleure reconnaissance visuelle des différents corps nationaux chargés de l'action de l'État en mer. Cela favorise également la coordination opérationnelle des moyens entre les administrations et les forces navales.
Leur application est relative à une décision du Premier ministre Jean-Pierre Raffarin en date du 17 juin 2003.
Elles prennent la forme de bandes tricolores, bleues, blanches et rouges apposées sur les coques des navires ou sur les parties arrière des fuselages des aéronefs, et notamment des hélicoptères.